# Jill-Jasmin Bumiller
Jill-Jasmin Bumiller (* 1980 in Miami Beach) ist eine deutsche Schauspielerin.
1992 gibt sie ihr TV-Debüt in einer Episodenrolle in Marienhof.
Nach einer Ausbildung als Schauspielerin in München spielt sie 2001 eine Gastrolle in einer Folge der Serie Forsthaus Falkenau.
Peter Stauch gibt ihr nach dem Kinofilm Das Match, in dem sie neben Mikail Tufan die weibliche Hauptrolle spielt, wichtige Nebenrollen in zwei Fernsehfilmen: als Marion in Mädchen Nr.1 (2003) und als Sille in Bei hübschen Frauen sind alle Tricks erlaubt (2004).
2003 spielt sie in der Polizeiruf-110-Folge Tiefe Wunden die Rolle der von Catherine Flemming und Thure Riefenstein in einen Wald verbrachten und ebenda erschossenen Juwelierin Theresa Lutz, deren Leiche von Edgar Selge und Michaela May gefunden und auf Täterhinweise begutachtet wird.

## Filmografie (Auswahl)
- 2005: Die Rosenheim-Cops – Die letzte Weißwurst